# Barrio del Puerto
Barrio del Puerto is een metrostation in het stadsdeel Distrito 1 van de Spaanse hoofdstad Madrid. Het station werd geopend op 5 mei 2007 en wordt bediend door lijn 7 van de metro van Madrid.
- Library of Congress Control Number: n00031530
- Nationale Bibliotheek van Israël: 987007475872905171
- Virtual International Authority File: 150059157